# Prix Seiun
Le prix Seiun (星雲賞, Seiun shō) est une récompense japonaise pour les œuvres de science-fiction. Elles sont votées par les membres de la Convention nationale japonaise de science-fiction (日本SF大会, Nihon SF taikai).
Seiun est le mot japonais pour « nébuleuse ».

## Palmarès

### Meilleur roman de l'année
- 1970 : Reichōrui minami e par Yasutaka Tsutsui
- 1971 : Tsugu no wa dare ka? par Sakyō Komatsu
- 1972 : Ishi no ketsumyaku par Ryō Hanmura
- 1973 : Kagami no kuni no Alice par Tadashi Hirose
- 1974 : Nippon chinbotsu par Sakyo Komatsu
- 1975 : Ore no chi wa tanin no chi par Yasutaka Tsutsui
- 1976 : Nanase futatabi par Yasutaka Tsutsui
- 1977 : Saikoro tokkōtai par Musashi Kanbe
- 1978 : Chikyū seishin bunseki kiroku / Erd Analysis par Masaki Yamada
- 1979 : Shōmetsu no kōrin par Taku Mayumura
- 1980 : Hōseki dorobō par Masaki Yamada
- 1981 : Kaseijin senshi par Chiaki Kawamata
- 1982 : Kirikiri-jin par Hisashi Inoue
- 1983 : Sayonara Jupiter par Sakyō Komatsu
- 1984 : Teki wa kaizoku / kaizokuban par Chōhei Kanbayashi
- 1985 : Sentō yōsei yukikaze par Chōhei Kanbayashi
- 1986 : Dirty-pair no daigyakuten par Haruka Takachiho
- 1987 : Prism par Chōhei Kanbayashi
- 1988 : Ginga eiyū densetsu par Yoshiki Tanaka
- 1989 : Babylonia wave par Akira Hori
- 1990 : Jōgen no tsuki wo taberu shishi par Baku Yumemakura
- 1991 : Hybrid child par Mariko Ōhara
- 1992 : Merusasu no shōnen par Hiroe Suga
- 1993 : Venus city par Gorō Masaki
- 1994 : Owari naki sakuteki par Kōshu Tani
- 1995 : Kishin heidan par Masaki Yamada
- 1996 : Hikishio no toki par Taku Mayumura
- 1997 : Seikai no monshō par Hiroyuki Morioka
- 1998 : Teki wa kaizoku / A-kyu no teki par Chōhei Kanbayashi
- 1999 : Suisei gari par Yūichi Sasamoto
- 2000 : Good luck, sentō yōsei yukikaze par Chōhei Kanbayashi
- 2001 : Eien no mori, hakubutsukan wakusei par Hiroe Suga
- 2002 : Fuwa-fuwa no Izumi par Hōsuke Nojiri
- 2003 : Taiyō no sandatsusha par Hōsuke Nojiri
- 2004 : Dai-roku tairiku par Issui Ogawa
- 2005 : ARIEL par Yūichi Sasamoto
- 2006 : Summer/Time/Traveler par Kazuma Shinjō
- 2007 : Japan Sinks, Part 2 par Sakyo Komatsu et Kōshu Tani
- 2008 : Toshokan Sensō par Hiro Arikawa
- 2009 : Harmony par Keikaku Itō
- 2010 : Guin Saga par Kaoru Kurimoto
- 2011 : Kyonen wa ii toshi ni narudarō par Hiroshi Yamamoto
- 2012 : Tengoku to Jigoku par Yasumi Kobayashi
- 2013 : Shisha no teikoku par Project Itoh et Enjoe Toh
- 2014 : Kororogi-dake kara Mokusei Toroya e par Issui Ogawa
- 2015 : Orbital Cloud par Taiyō Fujii
- 2016 : Onshū Seiiki par Shinji Kajio
- 2017 : Ultraman F par Yasumi Kobayashi
- 2018 : Ato wa No to nare Yamatonadeshiko par Yūsuke Miyauchi
- 2019 : Harmonielehre par Hirotaka Tobi
- 2020 : Tenmei no Shirube par Issui Ogawa
- 2021 : Military Logistics of Star System Izumo (9 volumes) par Jouji Hayashi
- 2022 : Irina: The Vampire Cosmonaut (7 volumes) par Keisuke Makino
- 2023 : Protocol of Humanity par Satoshi Hase
- 2024 : Graf Zeppelin The Airship of That Summer par Fumio Takano
- 2025 : Ascendance of a Bookworm par Miya Kazuki

### Meilleure nouvelle de l'année
- 1970 : Furu neruson par Yasutaka Tsutsui
- 1971 : Vitamin par Yasutaka Tsutsui
- 1972 : Shirakabe no moji wa yūhi ni haeru par Yoshio Aramaki
- 1973 : Kesshō seidan par Sakyō Komatsu
- 1974 : Nippon igai zenbu chinbotsu par Yasutaka Tsutsui
- 1975 : Kami-gari par Masaki Yamada
- 1976 : Vomiisa par Sakyō Komatsu
- 1977 : Metamorufosesu guntō par Yasutaka Tsutsui
- 1978 : Gorudiasu no musubime par Sakyō Komatsu
- 1979 : Chikyū wa plain yogurt par Shinji Kajio
- 1980 : Dirty pair no daibōken par Haruka Takachiho
- 1981 : Green requiem par Motoko Arai
- 1982 : Neptune par Motoko Arai
- 1983 : Kotoba tsukai-shi par Chōhei Kanbayashi
- 1984 : Super phoenix par Chōhei Kanbayasi
- 1985 : prix non décerné
- 1986 : Lemon-pie oyashiki yokochō zero banchi par Masahiro Noda
- 1987 : Kasei tetsudō 19 par Kōshū Tani
- 1988 : Yama no ue no kōkyōgaku par Norio Nakai
- 1989 : Kurage no hi par Jin Kusakami
- 1990 : Aqua-planet par Mariko Ōhara
- 1991 : Jōdan no tsuki wo kurau inoshishi par Baku Yumemakura
- 1992 : Kyōryū raurentisu no genshi par Shinji Kajio
- 1993 : Sobakasu no figure par Hiroe Suga
- 1994 : Kuruguru tsukai par Kenji Ōtsuki
- 1995 : Nonoko no fukushū jigu jigu par Kenji Ōtsuki
- 1996 : Hito-natsu no keiken-chi par Kō Hiura
- 1997 : Diet no hōteishiki par Jin Kusakami
- 1998 : Independence day in Ōsaka par Mariko Ōhara
- 1999 : Yoake no terrorist par Hiroyuki Morioka
- 2000 : Taiyō no sandatsusha par Hōsuke Nojiri
- 2003 : Ore wa misairu par Akiyama Mizuhito
- 2004 : Unaccepted death par Shinji Kajio
- 2005 : Katadorareta chikara par Hirotaka Tobi
- 2006 : Tadayotta otoko par Issui Ogawa
- 2007 : A Furoshiki and Spider’s Thread par Hōsuke Nojiri
- 2008 : Chinmoku no Flyby par Hōsuke Nojiri
- 2009 : Nankyokuten no Pia Pia dōga par Hōsuke Nojiri
- 2010 : Jisei no yume par Hirotaka Tobi
- 2011 : Arisuma ō no aishita mamono par Issui Ogawa
- 2012 : The Singing Submarine and Peer-Peer Douga par Hosuke Nojiri
- 2013 : Ima Shūgōteki Muishiki o, par Chōhei Kanbayashi
- 2014 : Hoshi o tsukuru Monotachi par Kōsyū Tani
- 2015 : Umi no yubi par Hirotaka Tobi
- 2016 : Tatarajima futatabi par Hiroshi Yamamoto et Kaijū Rukusubigura no ashigata o totta otoko par Hirofumi Tanaka (ex æquo)
- 2017 : Last and First Idol par Gengen Kusano
- 2018 : Unnanshō Sū-zoku ni okeru VR Gijutsu no Shiyōrei par Katsuie Shibata
- 2019 : Dark Seiyu par Gengen Kusano
- 2020 : Mizu no Tsuki par Hiroe Suga
- 2021 : Orbital Christmas par Haruna Ikezawa et American Buddha par Katsuie Shibata (ex æquo)
- 2022 : How to Beat SF Writers par Satoshi Ogawa
- 2023 : The Sagacious Stags par Kouichi Harukure
- 2024 : Kaiju Within par Mikihiko Hisanaga
- 2025 : That Time Tokyo’s Circle Line Reincarnated into the Largest Ring Collider. par Yuri Matsuzaki

### Meilleur roman étranger de l'année
- 1970 : La Forêt de cristal par J. G. Ballard
- 1974 : Dune par Frank Herbert
- 1976 : Toi l'immortel par Roger Zelazny
- 1981 : Inherit the stars par James P. Hogan (en)
- 1994 : Entoverse par James P. Hogan (en)
- 1995 : Hypérion par Dan Simmons
- 1996 : La Chute d'Hypérion par Dan Simmons et Timelike Infinity par Stephen Baxter (ex æquo)
- 1997 : End of an Era par Robert J. Sawyer
- 2003 : Un procès pour les étoiles par Robert J. Sawyer
- 2004 : Heaven's reach par David Brin
- 2005 : Distress par Greg Egan
- 2006 : Diaspora par Greg Egan
- 2007 : Mécaniques fatales par Philip Reeve
- 2008 : Brightness Falls from the Air par James Tiptree, Jr.
- 2009 : Spin par Robert Charles Wilson
- 2010 : La Dernière Colonie par John Scalzi
- 2011 : Eifelheim par Michael F. Flynn
- 2012 : La Fille automate par Paolo Bacigalupi
- 2013 : The Android’s Dream par John Scalzi
- 2014 : Vision aveugle par Peter Watts
- 2015 : Seul sur Mars par Andy Weir
- 2016 : La Justice de l'ancillaire par Ann Leckie
- 2017 : United States of Japan par Peter Tieryas (en)
- 2018 : Le Sommeil des Géants par Sylvain Neuvel
- 2019 : L'Empire des Mechas par Peter Tieryas (en)
- 2020 : Le Problème à trois corps par Liu Cixin
- 2021 : La Forêt sombre par Liu Cixin
- 2022 : Projet Dernière Chance par Andy Weir
- 2023 : Cycle de Fondation par Isaac Asimov
- 2024 : La Société protectrice des Kaijus par John Scalzi
- 2025 : Effondrement système par Martha Wells

### Meilleure nouvelle étrangère de l'année
- 1972 : The Blue Bottle par Ray Bradbury
- 1977 : Rozprawa par Stanisław Lem
- 1984 : Unicorn Variation par Roger Zelazny
- 1988 : The Only Neat Thing To Do par James Tiptree, Jr
- 2003 : Luminous par Greg Egan
- 2004 : L'Enfer, quand Dieu n'est pas présent par Ted Chiang
- 2005 : And Now the News… par Theodore Sturgeon
- 2006 : The Human Front par Ken MacLeod
- 2007 : The Astronaut from Wyoming par Adam-Troy Castro et Jerry Oltion
- 2008 : Weather par Alastair Reynolds
- 2009 : Le Marchand et la Porte de l'alchimiste par Ted Chiang
- 2010 : Dark Integers par Greg Egan
- 2011 : Carry the Moon in My Pocket par James Lovegrove
- 2012 : Le Cycle de vie des objets logiciels par Ted Chiang
- 2013 : Du dharma plein les poches par Paolo Bacigalupi
- 2014 : La Ménagerie de papier par Ken Liu
- 2015 : The Girl-Thing Who Went Out for Sushi par Pat Cadigan
- 2016 : Bonne Chasse par Ken Liu
- 2017 : Backward, Turn Backward par James Tiptree, Jr et Simulacre par Ken Liu (ex æquo)
- 2018 : Pékin origami par Hao Jingfang
- 2019 : The Circle par Liu Cixin
- 2020 : La Vallée de l'étrange par Greg Egan
- 2021 : Bleu Zima par Alastair Reynolds
- 2022 : The One With the Interstellar Group Consciousnesses par James Alan Gardner (en)
- 2023 : Sooner Or Later Everything Falls Into The Sea par Sarah Pinsker et Terre errante par Liu Cixin (ex æquo)
- 2024 : Solidity par Greg Egan
- 2025 : The Portrait of a Survivor, Observed from the Water par Yukimi Ogawa

### Meilleur film de l'année
- 1975 : Uchū Senkan Yamato (Space Battleship Yamato) (anime)
- 1979 : Star Wars (film)
- 1985 : Nausicaä de la vallée du vent (Kaze no tani no Naushika) (film)
- 1989 : Mon voisin Totoro (Tonari no Totoro) (film)
- 1990 : Gunbuster (Top wo nerae!) (anime)
- 1993 : Mama wa shōgaku yon-nensei (anime)
- 1994 : Jurassic Park (film)
- 2000 : Cowboy Bebop (anime)
- 2001 : Gunparade march (jeu vidéo)
- 2003 : Hoshi no koe (anime)
- 2004 : Le Seigneur des anneaux : Les Deux Tours (film)
- 2005 : Planetes (anime)
- 2006 : Tokusō Sentai Dekaranger (tokusatsu )
- 2007 : La Traversée du temps (Toki wo Kakeru Shōjo) (anime)
- 2008 : Dennō Coil (anime)
- 2009 : Macross Frontier (anime)
- 2010 : Summer Wars (film)
- 2011 : District 9 (film)
- 2012 : Puella Magi Madoka Magica (anime)
- 2013 : Bodacious Space Pirates (anime)
- 2014 : Pacific Rim (film)
- 2015 : Space Battleship Yamato 2199: Odyssey of the Celestial Ark (film)
- 2016 : Girls und Panzer der Film (anime)
- 2017 : Godzilla Resurgence (film)
- 2018 : Kemono Furenzu (anime)
- 2019 : SSSS.Gridman (anime)
- 2020 : Astra - Lost in Space (anime)
- 2021 : Ultraman Z (série télévisée)
- 2022 : Godzilla : L'Origine de l'invasion (en) (anime)
- 2023 : Shin Ultraman (film)
- 2024 : Godzilla Minus One (film)
- 2025 : A Samurai In Time (film)

### Meilleur manga de l'année
- 1978 : Tera he… par Keiko Takemiya
- 1979 : Fujōri nikki par Hideo Azuma
- 1980 : Star Red par Moto Hagio
- 1982 : Kibun wa mō Sensō par Katsuhiro Ōtomo
- 1984 : Dōmu par Katsuhiro Ōtomo
- 1985 : X + Y par Moto Hagio
- 1986 : Appleseed par Masamune Shirow
- 1987 : Urusei yatsura par Rumiko Takahashi
- 1988 : Kyūkyoku chōjin R par Masami Yūki
- 1989 : Mermaid Saga (Ningyo no Mori) par Rumiko Takahashi
- 1990 : So what? par Megumi Wakatsuki
- 1992 : Yamataika par Nobuyuki Hoshino
- 1993 : OZ par Natsumi Itsuki
- 1994 : DAI-HONYA par Tori Miki
- 1995 : Nausicaä de la vallée du vent par Hayao Miyazaki
- 1996 : Parasite par Hitoshi Iwaaki
- 1997 : Ushio to Tora (Ushio et Tora) par Kazuhiro Fujita
- 1998 : SF taishō par Tori Miki
- 2000 : Itihaasa par Wakako Mizuki
- 2001 : Cardcaptor Sakura par CLAMP
- 2002 : Planetes par Makoto Yukimura
- 2003 : Chronoeyes par Yūichi Hasegawa
- 2004 : Kanata Kara par Kyōko Hikawa
- 2005 : Bremen II par Izumi Kawahara
- 2006 : Onmyoji par Reiko Okano
- 2007 : Yokohama Kaidashi Kikō par Hitoshi Ashinano
- 2008 : 20th Century Boys par Naoki Urasawa
- 2009 : Trigun Maximum par Yasuhiro Nightow
- 2010 : Pluto par Naoki Urasawa, Osamu Tezuka, Takashi Nagasaki, Makoto Tezuka et Tezuka Productions
- 2011 : Fullmetal Alchemist par Hiromu Arakawa
- 2012 : Mobile Suit Gundam : The Origin par Yoshikazu Yasuhiko
- 2013 : Inherit the Stars par Yukinobu Hoshino
- 2014 : The World of Narue par Marukawa Tomohiro
- 2015 : Moyasimon par Masayuki Ishikawa
- 2016 : Knights of Sidonia par Tsutomu Nihei
- 2017 : Kochira Katsushika-ku Kameari kōen-mae hashutsujo par Osamu Akimoto
- 2018 : Soredemo Machi wa Mawatteiru par Masakazu Ishiguro
- 2019 : Girls' Last Tour par Tsukumizu
- 2020 : How many light-years to Babylon? par Dowman Sayman et Batman Ninja par Masato Hisa (ex æquo)
- 2021 : Kimi o Shinasenai tame no Storia par Toriko Gin ex æquo avec Hōzuki le stoïque de Natsumi Eguchi.
- 2022 : Psychic Squad par Takashi Shiina (en)
- 2023 : Du mouvement de la Terre par Uoto
- 2024 : Gloutons et Dragons par Ryōko Kui (ja)
- 2025 : L'Ère des Cristaux par Haruko Ichikawa (ja)

### Meilleur artiste de l'année
- 1981 : Yoshikazu Yasuhiko
- 1983 : Yoshitaka Amano
- 1984 : Yoshitaka Amano
- 1985 : Yoshitaka Amano
- 1986 : Yoshitaka Amano
- 1988 : Jun Suemi
- 1990 : Katsumi Michihara
- 1993 : Keinojō Mizutama
- 1996 : Akihiro Yamada
- 1998 : Shigeru Mizuki
- 2000 : Kenji Tsuruta
- 2001 : Kenji Tsuruta
- 2003 : Makoto Shinkai
- 2004 : Daisuke Nishijima
- 2005 : Makoto Shinkai
- 2006 : Range Murata
- 2007 : Yoshitaka Amano
- 2008 : Naoyuki Kato
- 2009 : Naoyuki Kato
- 2010 : Naoyuki Kato
- 2011 : Naoyuki Kato
- 2012 : Naohiro Washio
- 2013 : Kenji Tsuruta
- 2014 : Naoyuki Katō
- 2015 : Keinojō Mizutama
- 2016 : Noriyoshi Ōrai
- 2017 : Naoyuki Katō
- 2018 : Noriko Nagano
- 2019 : Naoyuki Kato
- 2020 : Yūko Shiraishi
- 2021 : Yūko Shiraishi
- 2022 : Naoyuki Kato
- 2023 : Kenji Tsuruta et Naoyuki Katoh (en) (ex æquo)
- 2024 : Kia Asamiya
- 2025 : Kia Asamiya

### Meilleur livre hors-fiction de l'année
- 2003 : Uchū he no passport (Passeport vers l'univers) par Yūichi Sasamoto
- 2004 : Uchū he no passport 2  (Passeport vers l'univers 2) par Yūichi Sasamoto
- 2005 : Maeda kensetsu fuantaji eigobu par Maeda Corporation
- 2006 : Journal d'une disparition par Hideo Azuma
- 2007 : Uchū he no passport 3  (Passeport vers l'univers 3) par Yūichi Sasamoto
- 2008 : Shin'ichi Hoshi : 1001 Wa o Tsukutta Hito par Hazuki Saishō
- 2009 : Sekai no SF ga yattekita! Nippon con file 2007 édité par Science Fiction and Fantasy Writers of Japan
- 2010 : Nihon SF Seishinshi par Yasuo Nagayama
- 2011 : Sa wa saiensu no sa par Tsukasa Shikano
- 2012 : Hideo Azuma Sōtokushū (The Hideo Azuma Omnibus) par Kawade Shobō Shinsha
- 2013 : The Present and Future of CGM: The World Opened Up par Hatsune Miku, Nico Nico Douga et Piapro
- 2014 : Diy Liquid Fuel Rocket by Summer Rocket team par Asari Yoshito'o
- 2015 : Sanrio SF bunko sōkaisetsu édité par Shinji Maki et Nozomi Ōmori
- 2016 : SF made ichiman kōnen and SF made jūman kōnen ijō par Keinojō Mizutama
- 2017 : "SF" IS "SUTEKI FICTION" par Haruna Ikezawa
- 2018 : Arienakunai Kagaku no Kyōkasho par Kurare en collaboration avec Yakuri Kyōshitsu
- 2019 : Interview with Yasutaka Tsutsui  par Yasutaka Tsutsui
- 2020 : NHK's Hyappun De Meicho: Sakyo Komatsu Special "Mythology in the Age of Godlessness" par Tetsuya Miyazaki
- 2021 : NHK's 100 minutes on a famous book: Arthur C. Clarke Special "Not Just Imagination" par Hideaki Sena (en)
- 2022 : Gakken's Visual Encyclopedia: Super Sentai par Hiroshi Matsui
- 2023 : ARUKIKATA MU ～guide to parallel world～ par l'équipe éditoriale Arukikata
- 2024 : The Complete Guide of Sogen SF Bunko par Tokyo Sogensha
- 2025 : History of Girls SF Manga with a focus on Showa golden age par Yasuo Nagayama

### Prix spéciaux
- 1980 : Motoichirō Takebe
- 1982 : Uchūjin
- 1989 : Osamu Tezuka
- 2005 : Tetsu Yano
- 2007 : Yoshihiro Yonezawa
- 2008 : Kōichirō Noda (Masahiro Noda)
- 2010 : Takumi Shibano
- 2011 : Sakyo Komatsu